# ZODC Zuidenveld Tour 2016
La 25e édition du ZODC Zuidenveld Tour a eu lieu le 30 avril 2016. La course fait partie du calendrier UCI Europe Tour 2016 en catégorie 1.2.
L'épreuve a été remportée lors d'un sprint à deux coureurs par le Néerlandais Elmar Reinders (Jo Piels) qui s'impose devant son compatriote Taco van der Hoorn (Join-S-De Rijke) tandis qu'un autre Néerlandais, Yoeri Havik (3M), prend la troisième place en réglant au sprint un groupe de trois coureurs.

## Présentation

### Équipes
Classé en catégorie 1.2 de l'UCI Europe Tour, le ZODC Zuidenveld Tour est par conséquent ouvert aux équipes continentales professionnelles néerlandaises, aux équipes continentales professionnelles étrangères dans la limite de deux, aux équipes continentales, aux équipes nationales et aux équipes régionales et de clubs.
Seize équipes participent à ce ZODC Zuidenveld - huit équipes continentales et huit équipes régionales et de clubs :
| Équipes continentales    | Équipes continentales | Équipes continentales |
| Nom de l'équipe          | Pays                  | Code                  |
| ------------------------ | --------------------- | --------------------- |
| 3M                       | Belgique              | MMM                   |
| Baby-Dump                | Pays-Bas              | BBD                   |
| Data3 Cisco Racing-Scody | Australie             | DSR                   |
| Differdange-Losch        | Luxembourg            | CCD                   |
| Jo Piels                 | Pays-Bas              | CJP                   |
| Join-S-De Rijke          | Pays-Bas              | RIJ                   |
| Metec-TKH-Mantel         | Pays-Bas              | MET                   |
| Rabobank Development     | Pays-Bas              | RDT                   |

| Équipes régionales et de clubs | Équipes régionales et de clubs | Équipes régionales et de clubs |
| Nom de l'équipe                | Pays                           | Code                           |
| ------------------------------ | ------------------------------ | ------------------------------ |
| Eerens Stormvogels Veendam     | Pays-Bas                       | -                              |
| NWV Groningen                  | Pays-Bas                       | -                              |
| Restore                        | Pays-Bas                       | -                              |
| Sensa-Kanjers voor Kanjers     | Pays-Bas                       | -                              |
| Twente Salland                 | Pays-Bas                       | -                              |
| Wilton-UWTC De Volharding      | Pays-Bas                       | -                              |
| WV De Ijsselstreek             | Pays-Bas                       | -                              |
| WV De Jonge Renner             | Pays-Bas                       | -                              |

## Classements

### Classement final
| \| Classement général \| Classement général \| Classement général \| Classement général \| Classement général \| \| Coureur \| Coureur \| Pays \| Équipe \| Temps \| \| ------------------ \| -------------------- \| ------------------ \| -------------------- \| ------------------ \| \| 1er \| Elmar Reinders \| Pays-Bas \| Jo Piels \| + 4 h 41 min 23 s \| \| 2e \| Taco van der Hoorn \| Pays-Bas \| Join-S-De Rijke \| + 0 s \| \| 3e \| Yoeri Havik \| Pays-Bas \| Team 3M \| + 17 s \| \| 4e \| Jānis Dakteris \| Lettonie \| Differdange-Losch \| + 17 s \| \| 5e \| Davy Gunst \| Pays-Bas \| Rabobank Development \| + 17 s \| \| 6e \| Jan-Willem van Schip \| Pays-Bas \| Join-S-De Rijke \| + 34 s \| \| 7e \| Piotr Havik \| Pays-Bas \| Team 3M \| + 34 s \| \| 8e \| Rick van Breda \| Pays-Bas \| Baby-Dump \| + 34 s \| \| 9e \| Laurent Évrard \| Belgique \| Team 3M \| + 37 s \| \| 10e \| Stefan Poutsma \| Pays-Bas \| Jo Piels \| + 40 s \| |                      |          |                      |                   |
| |                      |          |                      |                   |
| Sources : ProCyclingStats Cycling Quotient Cycling Archives |                      |          |                      |                   |
| Classement général |                      |          |                      |                   |
| Coureur | Coureur              | Pays     | Équipe               | Temps             |
| 1er | Elmar Reinders       | Pays-Bas | Jo Piels             | + 4 h 41 min 23 s |
| 2e | Taco van der Hoorn   | Pays-Bas | Join-S-De Rijke      | + 0 s             |
| 3e | Yoeri Havik          | Pays-Bas | Team 3M              | + 17 s            |
| 4e | Jānis Dakteris       | Lettonie | Differdange-Losch    | + 17 s            |
| 5e | Davy Gunst           | Pays-Bas | Rabobank Development | + 17 s            |
| 6e | Jan-Willem van Schip | Pays-Bas | Join-S-De Rijke      | + 34 s            |
| 7e | Piotr Havik          | Pays-Bas | Team 3M              | + 34 s            |
| 8e | Rick van Breda       | Pays-Bas | Baby-Dump            | + 34 s            |
| 9e | Laurent Évrard       | Belgique | Team 3M              | + 37 s            |
| 10e | Stefan Poutsma       | Pays-Bas | Jo Piels             | + 40 s            |

### UCI Europe Tour
Ce ZODC Zuidenveld Tour attribue des points pour l'UCI Europe Tour 2016, par équipes seulement aux coureurs des équipes continentales professionnelles et continentales, individuellement à tous les coureurs sauf ceux faisant partie d'une équipe ayant un label WorldTeam.
| Position           | 1er | 2e | 3e | 4e | 5e | 6e | 7e | 8e à 10e |
| Classement général | 40  | 30 | 25 | 20 | 15 | 10 | 5  | 3        |

## Liste des participants
- Liste de départ complète